# Elisabetta Sirani
Elisabetta Sirani född 8 januari 1638 i Bologna, död 25 augusti 1665, var en italiensk barockmålare vars far var konstnären Giovanni Andrea Sirani av Bolognaskolan. Hon avled vid 27 års ålder av oklar anledning.
Nedslagskratern Sirani på planeten Venus är uppkallad efter henne.